# 巴登的瑪麗 (1834-1899)
巴登的瑪麗（德語：Marie von Baden，1834年11月20日—1899年11月21日），萊寧根親王妃，巴登大公利奧波德的女兒。

## 家庭
1858年，瑪麗與萊寧根親王恩斯特結婚，兩人共有1子1女：
1. 艾爾貝塔（1863年—1901年）
2. 埃米希（1866年—1939年）